# Championnat du Nicaragua de football 1966
Navigation
Saison précédente Saison suivante
La Primera División 1966 est la vingt-cinquième édition de la première division nicaraguayenne.
Lors de ce tournoi, le Deportivo Santa Cecilia (en) a tenté de conserver son titre de champion du Nicaragua face aux meilleurs clubs nicaraguayens.
Seulement une place était qualificative pour la Coupe des champions de la CONCACAF.

## Bilan du tournoi
| Tableau d'Honneur |                      |
| Compétition       | Vainqueur            |
| Primera División  | Flor de Caña FC (en) |

| Qualifications continentales 1966-1967 |                      |
| Coupe des champions de la CONCACAF     | Qualifiés            |
| Premier tour de qualification          | Flor de Caña FC (en) |

| Promotions et relégations   |         |
| Relégué en Segunda División | Inconnu |
| Promu de Segunda División   | Inconnu |